# Paolo Clarotti
Paolo Clarotti (Roma, 12 febbraio 1933 – Bruxelles, 5 dicembre 2023) è stato un giurista italiano, Direttore Onorario della Commissione europea.

## Biografia
Paolo Clarotti nasce a Roma il 12 febbraio 1933 da padre italiano, Giorgio Clarotti e madre polacca, Janka Rutkowska. Consegue la maturità presso il Lycée Chateaubriand di Roma, in seguito s'iscrive all'Università di Parigi, oggi chiamata Università Paris 1 Panthéon-Sorbonne, il più grande e antico polo universitario francese. 

## Carriera professionale
Nel 1952 inizia a lavorare nell'ufficio del “Centro Tecnico del Commercio per la Produttività”, presso l'Unione Commercianti (Confcommercio) di Roma.
Nell'autunno del 1956 si trasferisce a Milano e inizia a lavorare per Confcommercio come responsabile delle relazioni del commercio internazionale. Dopo aver redatto in tale veste un documento illustrativo della nuova organizzazione nata a Roma nel 1957, presenta la sua candidatura al neonato organismo europeo alla fine del 1958.
Nel giugno 1959 si trasferisce a Bruxelles perché viene assunto alla Divisione “Commercio” della Commissione della Comunità europea (quella che in seguito diventerà Commissione europea). In quel periodo si occupa dell'armonizzazione delle strutture commerciali e segue i negoziati commerciali internazionali con il GATT.
Nel 1965 si trasferisce alla Direzione Generale “Banche, assicurazioni e diritto delle società” e diventa responsabile della politica della libera prestazione dei servizi nel settore banche e assicurazioni.
Nel 1972 diventa Capo della Divisione Banche e nel 1976 il Consiglio approva la prima direttiva di coordinamento bancario. Da allora si è occupato dello sviluppo della legislazione bancaria europea fino al suo ritiro in pensione nel 1998.
Dopo la Commissione, la sua conoscenza del polacco e la comprensione del russo gli hanno permesso di aiutare gli ex Paesi del Patto di Varsavia e la Russia stessa a sviluppare una moderna legislazione bancaria. Conosciuto negli ambienti europei come Mister Eurobanking.

## Carriera politica
Nel 1953 diventa a Parigi, membro dell'organizzazione giovanile della Democrazia Cristiana internazionale “Nouvelles Équipes Internationales”.
Nel 1956 diventa membro della sezione italiana “Campagne européenne de la jeunesse” che all'epoca era legata al “Movimento europeo” e per tutta la vita sarà un membro attivo dei federalisti europei.
Negli anni '70 diventa segretario della sezione di Bruxelles della Democrazia Cristiana., e nel 1978 segretario della sezione di Bruxelles del Partito Popolare Europeo, unica sezione esistente in Europa.
Negli anni '90 partecipa alla creazione del Partito Popolare Italiano e ne diventa segretario della sezione di Bruxelles.
Nel 2003 partecipa alla creazione del circolo di Bruxelles del nuovo partito Democrazia è Libertà - La Margherita.
Nel 2008 partecipa alla creazione del circolo di Bruxelles del Partito Democratico, di cui viene eletto garante, elezione riconfermata dall'assemblea del circolo nel 2013.
Decede a Bruxelles il 5 dicembre 2023.

## Carriera accademica
- Settembre 2000 conferenza al Jesus College, Cambridge
- Aprile 1994 Seminari “E.C. Reports and Financial Law” Fordham University
- 1992-1999 Queen Mary, University of London Fellow Professor of E.C. Fiancial Law

## Pubblicazioni
- Un instrument essential de la surveillance des établissements de crédit: le contrôle des grands risques, in Revue du marché commun et de l'Union Européenne, 1994
- Verso un sistema bancario europeo, Pirola Editore, 1992
- Un pas vers la non répétition des scandales du type BCCI, la directive sur la surveillance des établissements de crédit sur une base consolidée, Revue du marché commun et de l'Union Européenne, 1992
- Normativa europea e sistema finanziario italiano, Minerva bancaria, 1992
- Market and the Law of Banking, Ross Cranston, Prefazione Paolo Clarotti, 1991
- Un pas décisif vers le marché commun des banques: la deuxième directive de coordination en matière d'établissements de crédit, Revue du Marché Commun, 1989
- Comment batir l'Europa des banques: la reconnaissance mutuelle, complément de l'harmonisation, 1987
- L'interbancarité dans le grand marché intérieur, Eurepargne, 1987
- La banalisation des intermédiaires financiers, Journal des Caisses d'Epargne, 1986
- Le contrôle bancaire dans le Communauté Européenne, Eurepargne, 1986
- Come costruire l'Europa delle banche, Bancaria, 1986
- L'internazionalizzazione della vigilanza sulle banche, Il Risparmio, 1985
- Évolution du Système Bancaire" Recherche et Diffusion économiques, 1984
- L'harmonisation des comptes annuels des banques et autres établissements financiers dans la Communauté Européenne, Centre d'études financières, 1982
- Retour à la banque mixte?, Centre d'Études Bancaires et Financières, 1975
- Provvedimenti comunitari in difesa del risparmio, Il Risparmio, 1975